# Otto Witt (science fiction-författare)
Otto Witt, född 15 november 1875 i Stora Kopparbergs församling, Kopparbergs län, död 10 oktober 1923 i Oscars församling, Stockholms stad, var en svensk författare. 
Otto Witt var en av de tidiga förgrundsgestalterna inom svensk science fiction och gav bland annat ut Hugin, ibland kallad Sveriges första science fiction-tidskrift.
Witt var också verksam inom deckaregenren. I skuggan av namn som Frank Heller och S. A. Duse debuterade Witt 1914 som deckarförfattare med romanen De svarta kulorna. Sammanlagt blev det elva deckare, av vilka mer än hälften utgavs under 1914. Två romaner publicerades under pseudonymen Sam King.

### Science fiction
- 1907 Kanalteorien: skisser och utkast till lösning af jordelifvets gåta: hägringar mot vetenskaplig grund
- 1911 De sista människorna, Åhlén & Åkerlund, 243 sidor
- 1912 Jordens inre, Åhlén & Åkerlund, 133 sidor
- 1912 Skapelsen, Åhlén & Åkerlund, 255 sidor
- 1912 Guldgruvan, Åhlén & Åkerlund, 158 sidor (översatt av Rhea Sternber till tyska 1919, som Die Goldmine)
- 1912 Det mystiska ljuset, Åhlén & Åkerlund, 187 sidor
- 1912 Det magnetiska luftskeppet
- 1913 I de sväfvande trädgårdarne, E. Lundquists bokförlag, 97 sidor
- 1913 En samling sagor och berättelser
- 1914 Den underbara spegeln, Förlagsaktiebolaget västra Sverige, 147 sidor
- 1914 En tusenårig hemlighet, Förlagsaktiebolaget Västra Sverige, 143 sidor
- 1914 Tekniska sagor för stora och små
- 1915 Krigets tekniska sagor, Lars Hökerberg, 172 sidor (Illustrerad av Edwin Lindborg.)
- 1915 Hur månen erövrades, Bonnier, 249 sidor
- 1915 Amerikas hämnd för Lusitania, Åhlén & Åkerlund
- 1917 Den hemlighetsfulla stjärnan: En roman om astronomi och världsfred, Hugins förlag, 179 sidor
- 1917 Kvinnan: sagodikt i fyra episoder (andra upplagan), Hugins förlag, 163 sidor
- 1925 Tekniska sagor: Samling 1 (2. utvidgade upplagan)

### Deckare
- 1913 Den stulna guldgrufvan originalberättelse för Guldsmeds-posten
- 1913 De svarta kulorna
- 1914 Monsieur X, Nordiska Förlaget, 128 sidor
- 1914 Andefotografiet (som Sam King)
- 1914 Löjtnant von Sterners detektivbragd, A.-B. Dahlberg & Co, 168 sidor
- 1914 Den blåa diamanten
- 1914 Mysteriet i Heavyfängelset, Nordiska Förlaget, 128 sidor
- 1914 W. S. W. -72°, B. Wahlströms, 174 sidor
- 1914 Det mystiska U (detektivroman för Stockholms-Tidningen)
- 1915 Räddad till livet, Åhlén & Åkerlund, 158 sidor
- 1915 Nemesis (som Sam King)
- 1915 Assar Werns triumf
- 1921 Motala ströms hemlighet

### Övrig skönlitteratur
- 1908 Tre visor (separattryck ur "Lyktgubben")
- 1913 En samling sagor och berättelser (Sagas julbok 1913)
- 1914 Ett drama på havet: Romantiserad skildring från världskriget 1914, B. Wahlström, 112 sidor (även översatt till tyska)
- 1915 Allt för honom (roman för Stockholms-Tidningen)
- 1916 Guldfursten, Hugins förlag, 248 sidor (Pojkbok, illustrerad av Jonatan.)
- 1916 Orangeriets hemlighet, Hugins förlag, 248 sidor
- 1916 Jättediamanten
- 1917 Den stulna guldgruvan
- 1917 Järnmatadoren (pojkbok)
- 1918 Slottet i Lappland (äventyrsroman)
- 1919 Ur havet (roman)
- Spökspegeln
- Räddad ur dyn
- En stulen statshemlighet
- Ödets osynliga trådar
- Slottsherrens hemlighet
- En sommarsaga

### Facklitteratur
- 1900 Ur släkten Witts krönika: hemtad från efterlemnade manuskript samt delvis fortsatt
- 1907-1908 Järnet, grundämnenas moderämne: en populär teori om evolutionen inom de kemiska elementens värld
- 1917 Ett nytt annonssystem samt ett femtiotal textannonser som prov, Hugins förlag, 207 sidor